# Top Of The Rocks
A Top Of The Rocks című album a német Audiosmog zenekar 2001-ben és 2003-ban is megjelent albuma, mely korábbi slágerek parodizálását, feldolgozását tartalmazza a csapat sajátos stílusában.
Az album 1 hétig volt slágerlistás helyezés a német Media Control slágerlistán, ahol a 96. helyig jutott. Az album Franciaországban is megjelent 2003-ban, melyre felkerült a kislemezen is megjelent The Ketchup Song, mely az eredeti 2001-ben Németországban megjelent első kiadáson nem szerepel.  

## Megjelenések
CD BMG Entertainment – 74321 87868 2, Na Klar! – 74321 87868 2
1. Daylight In Your Eyes	(No Angels dal)
2. When Will I Be Famous? (Bros dal)
3. I've Been Looking For Freedom	(David Hasselhoff dal)
4. Barbie Girl (Aqua dal)
5. Sexbomb (Tom Jones dal)
6. You're My Mate (Right Said Fred dal)
7. Boom Boom Boom Boom (Vengaboys dal)
8. Freestyler (Bomfunk MC’s dal)
9. Bailando (Paradisio dal)
10. 2 Times (Ann Lee dal)
11. My Heart Goes Boom (Ladidada) (French Affair dal)
12. Samba De Janeiro (Bellini dal)
13. Blue (Da Ba Dee) (Eiffel 65 dal)
14. The Riddle (Gigi D'Agostino dal)
15. We Like To Party (Vengaboys dal)
16. Horny `98 (Mousse T dal)
17. Around The World (LaLaLaLaLa)	(ATC dal)
18. Mambo No. 5 (Lou Bega dal)

## Slágerlista
| Slágerlista (2001)   | Helyezés |
| -------------------- | -------- |
| Media Control Charts | 96       |